# Herb powiatu czarnkowsko-trzcianeckiego
Herb powiatu czarnkowsko-trzcianeckiego – jeden z symboli powiatu czarnkowsko-trzcianeckiego, ustanowiony 25 lutego 2003, ze zmianą 31 marca 2016.

## Wygląd i symbolika
Herb przedstawia na tarczy dwudzielnej w słup, w polu prawym czerwonym orła srebrnego (symbol województwa wielkopolskiego), w polu lewym dwudzielnym w pas, w polu górnym czerwonym chustę srebrną (herb Nałęcz, symbol Czarnkowa), a w polu dolnym srebrnym woła czerwonego (herb Ciołek, symbol Trzcianki).